# Matteo Villa (attore)
Matteo Villa (Milano, 5 agosto 1989) è un attore italiano.

## Biografia
Inizia la sua carriera nel 2007 interpretando il personaggio di Gym nella sitcom Life Bites - Pillole di vita.
Nel 2010 prende parte a My Camp Rock 2, dove gli è stato assegnato Francesco.
Dal 10 gennaio 2011 ritorna su Disney Channel con la quinta stagione di Life Bites - Pillole di vita; sempre nel ruolo di Gym
Dal 9 gennaio 2012 ritorna su Disney Channel con la sesta stagione di Life Bites

## Carriera

### Televisione
- 2007: Life Bites - Pillole di vita (prima stagione), Gym
- 2008: Life Bites - Pillole di vita (seconda stagione),  Gym
- 2008/2009:Life Bites - Pillole di vita (terza stagione), Gym
- 2009:Life Bites - Pillole di vita (quarta stagione),  Gym
- 2010: My Camp Rock 2, Sé stesso
- 2010-2011: Life Bites - Pillole di vita (quinta stagione),  Gym
- 2011-2012: Life Bites - Pillole di vita (sesta stagione), Gym
- 2013: Life Bites - Pillole di vita (settima stagione), Gym